# Dayton Demonz
I Dayton Demonz sono stati una squadra di hockey su ghiaccio, di Dayton, nell'Ohio. Dalla fondazione, nel 2012, allo scioglimento, nel 2015, hanno militato nella Federal Hockey League, che hanno vinto nella stagione 2013-2014.

## Storia
La nascita della squadra fu annunciata nel maggio del 2012, con il nome Dayton Devils. Poco prima dell'inizio della loro prima stagione in Federal Hockey League, la proprietà decise di cambiare il nome, assumendo quello definitivo.
Nella loro prima stagione (2012-2013) raggiunsero la finale, ma vennero sconfitti dai Danbury Whalers per tre gare a zero. La finale si ripeté poi nella stagione successiva, ma con risultato opposto: i Demonz si aggiudicarono il titolo per tre gare ad una.
La squadra è stata sciolta nell'estate del 2015 dal presidente Soskin che preferì concentrarsi sulle altre due squadre da lui possedute nella lega, i Danville Dashers e i Port Huron Prowlers. Il suo posto nello stadio del ghiaccio di Dayton fu preso dai Berkshire Battallion che presero il nome di Dayton Demolition.

## Palmarès
- Federal Hockey League: 1

2013-2014